# Zdenko Švigelj
Zdenko George Švigelj, född 23 oktober 1902 i Ljubljana i Österrike-Ungern (nuvarande Slovenien), död 15 augusti 1990 i Etobicoke i Ontario i Kanada, var en jugoslavisk (slovensk) längdåkare under 1920-talet. Han medverkade vid olympiska vinterspelen 1924 i längdskidåkning 18 kilometer, där han kom på trettioandra plats. Han ställde även upp på 50 kilometer, men bröt loppet.